# Foce

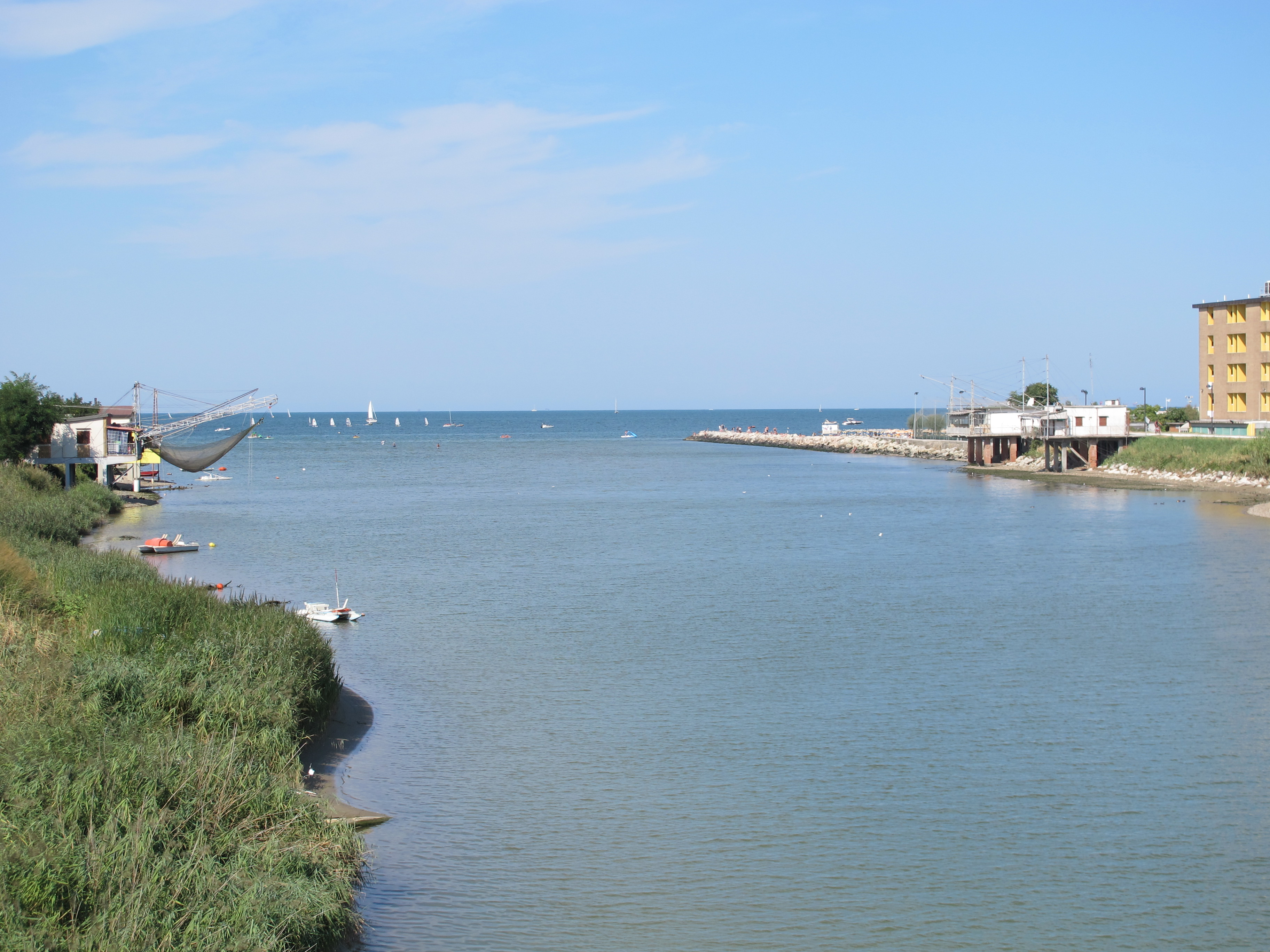
La foce del fiume Marecchia presso Rimini

Per foce si intende la parte finale di un fiume o altro corso d'acqua il cui corso affluisce in un altro corso d'acqua oppure in un lago o in un mare. Esistono foci di tipo a delta fluviale e a estuario.

## Descrizione

### Formazione

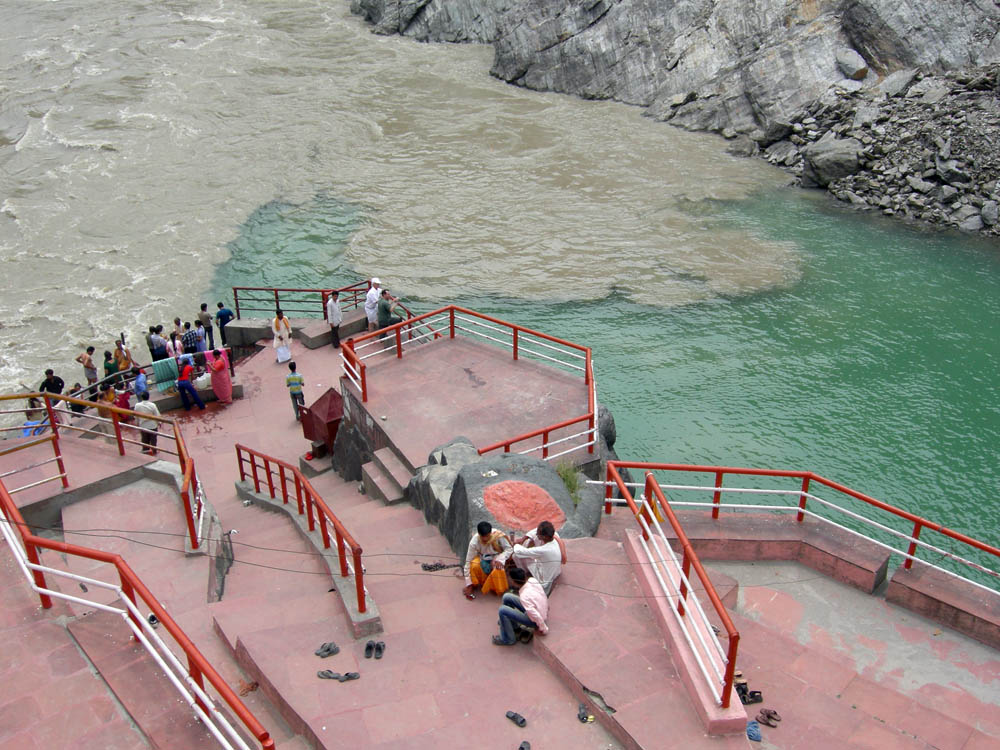
Confluenza dei fiumi Bhagirathi e Alakananda

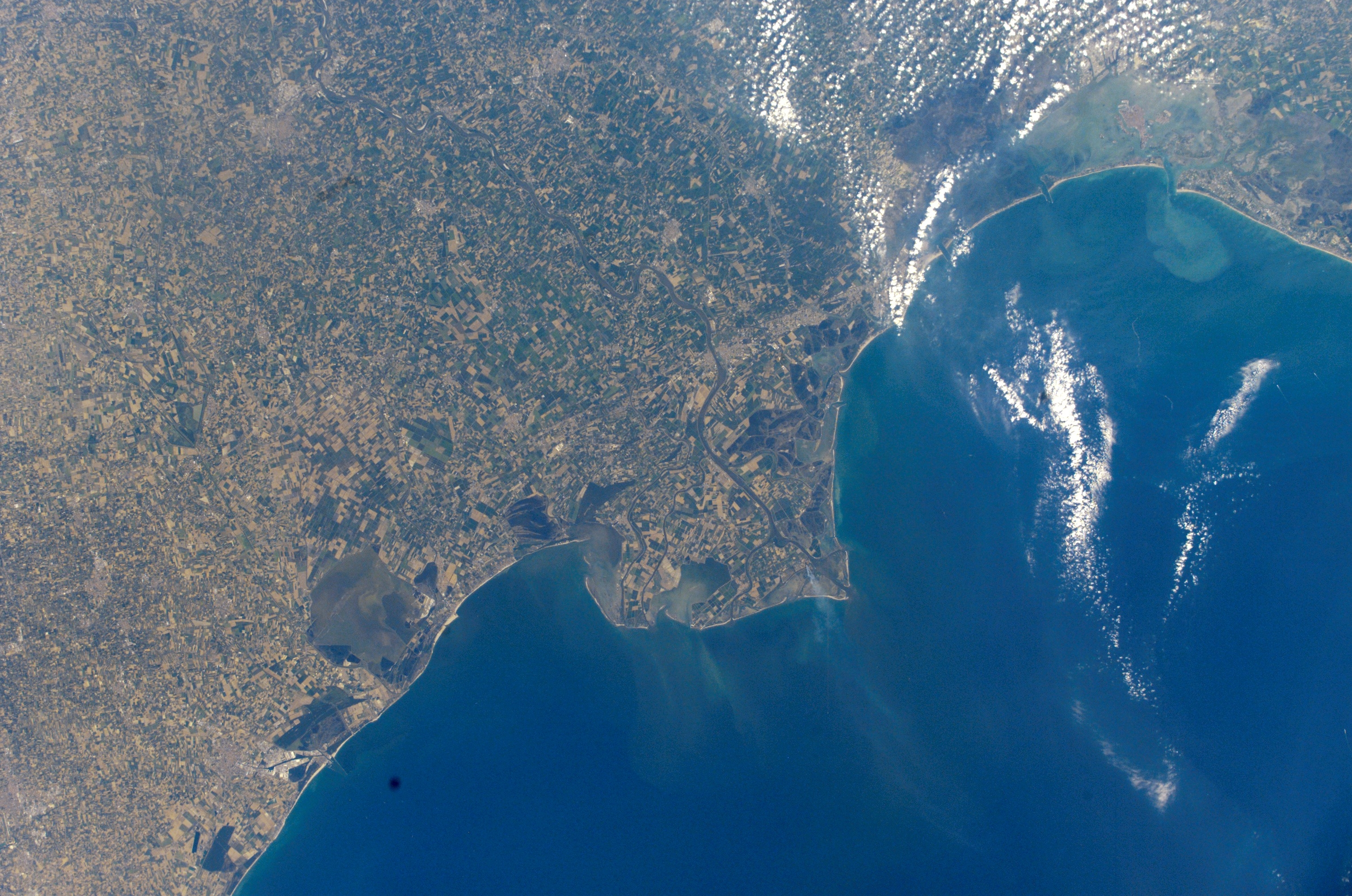
Delta del Po

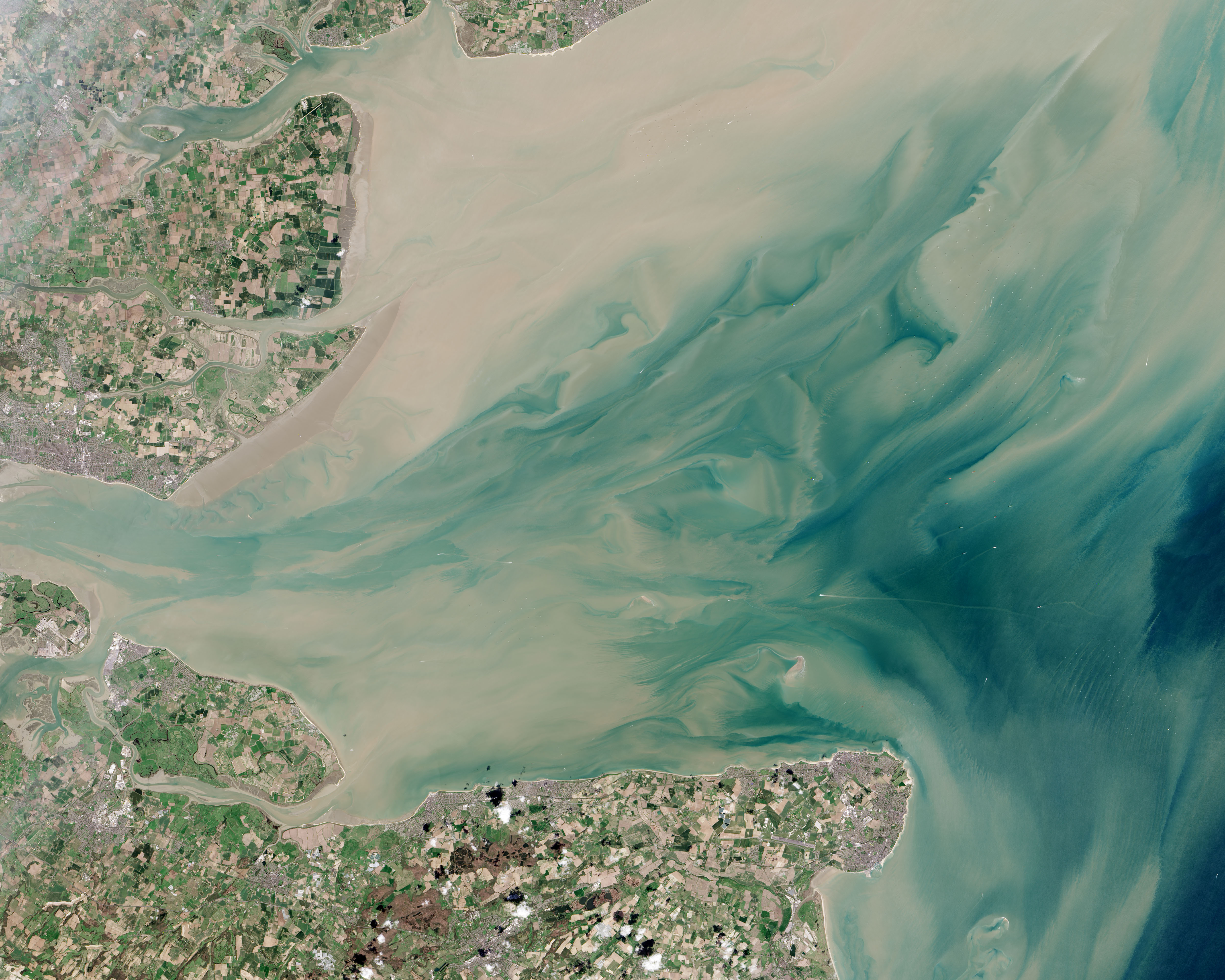
Estuario del Tamigi

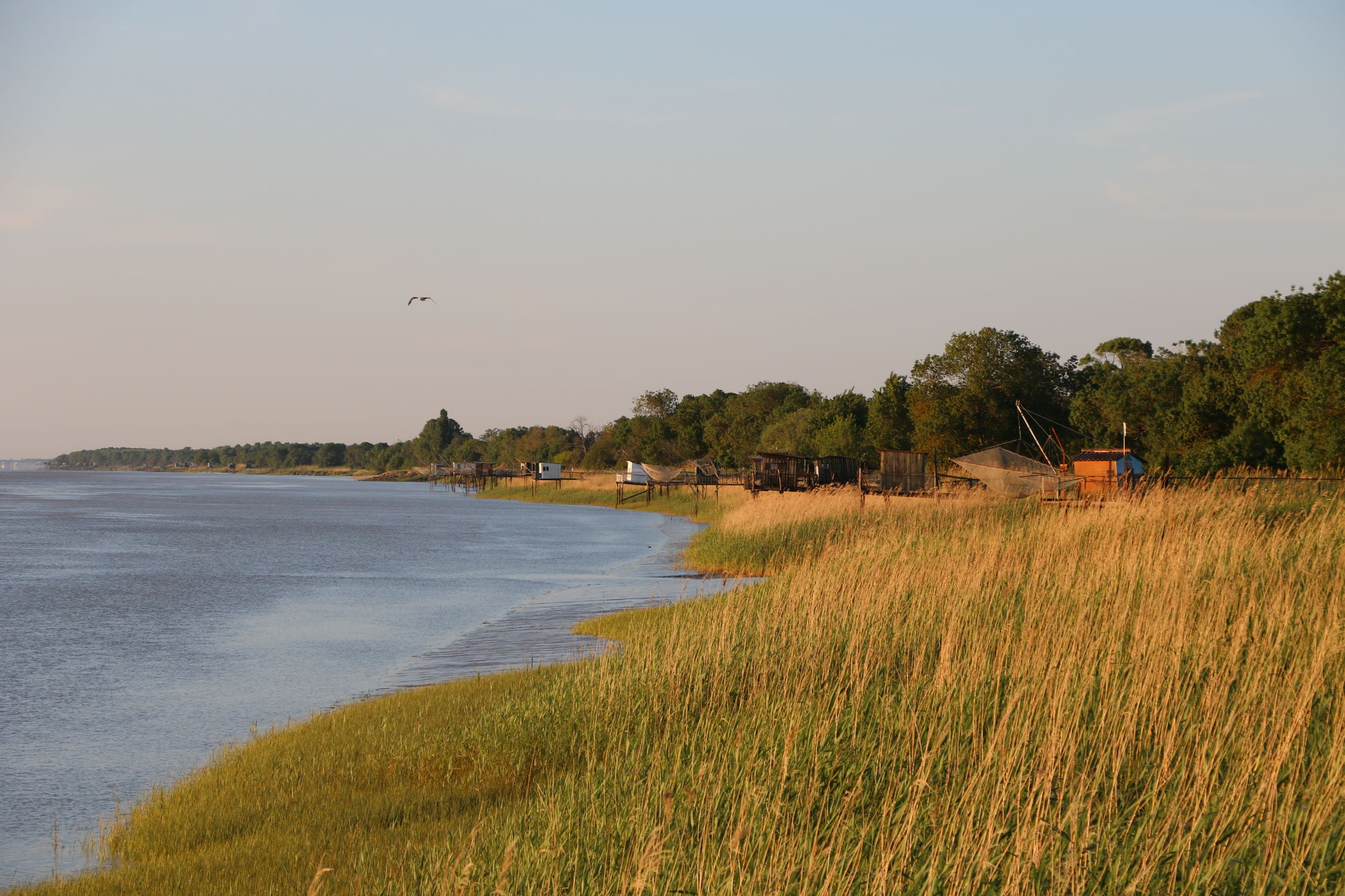
Estuario della Gironda

Una foce è il risultato dell'ammassamento dei detriti di un fiume o di un corso d'acqua provenienti dalle montagne sul fondo del mare o di un lago.

### Tipi di foce
Le foci si diversificano per via del moto ondoso del mare: sono deltizie quando il mare è poco ondoso e forma isole con i detriti che si accumulano sul fondo del mare e il fiume si ramifica; sono invece a estuario quando sfociano soprattutto in un oceano perché un oceano ha il mare sempre ondoso, quindi i detriti si sedimentano ai lati della foce. Infatti queste ultime sono influenzate dalla marea.

### Foci a estuario
- Estuario del Congo
- Estuario del Tamigi
- Estuario del Solway
- Estuario della Loira
- Estuario della Senna
- Estuario della Gironda
- Estuario del Rio delle Amazzoni
- Estuario del Rio della Plata
- Estuario del Taz

### Foci a delta
- Delta del Po
- Delta del Danubio
- Delta del Volga
- Delta del Nilo
- Delta del Mississippi
- Delta dell'Indo
- Delta del Gange
- Delta del fiume Rosso
- Delta del Mekong
- Delta del Niger
- Delta dell'Okavango
- Delta dell'Irrawaddy
- Delta del Sacramento